# Lećevica
Lećevica je vesnice a správní středisko stejnojmenné opčiny v Chorvatsku ve Splitsko-dalmatské župě. Nachází se asi 20 km severně od Kaštely a asi 31 km severozápadně od Splitu. V roce 2011 žilo v celé opčině 583 obyvatel, přičemž ji tvoří čtyři samostatná sídla: Divojevići se 49 obyvateli, Kladnjice se 142 obyvateli, stejnojmenné středisko opčiny Lećevica s 218 obyvateli a Radošić se 174 obyvateli. Dále opčina zahrnuje také tři malé nesamostatné osady (Stričevići, Tešije a dříve samostatná vesnice Uble).